# Keo Rumchong
Keo Rumchong (tiếng Khmer: កែវ រំចង់), sinh ngày 07 tháng 01 năm 1988 là một võ sĩ Kun Khmer chuyên nghiệp người Campuchia.

## Tiểu sử
Xuất thân từ tỉnh Battambang của Campuchia, Rumchong lần đầu tiên bắt đầu học Kun Khmer khi mới 5 tuổi. Tại Campuchia, anh đã nhiều lần trở thành nhà vô địch Bayon TV Kun Khmer.
Được coi là một huyền thoại ở quê nhà, Rumchong đã nhiều lần chiến đấu ở nước ngoài. Anh ấy đã xuất hiện trong chương trình khuyến mãi Thai Fight của Thái Lan, nơi anh ấy đã thi đấu theo bộ quy tắc Kard Chuek có chữ ký của họ. Khi ở đó, anh ấy đã đối đầu với những võ sĩ như Yodsanklai Fairtex và Iquezang Kor.Rungthanakeat.
Vào ngày 24 tháng 10 năm 2015, Keo Rumchong thua Iquezang Kor.Rungthanakeat trong một trận đấu gây tranh cãi tại THAI FIGHT: Vòng 1 ở Thành phố Hồ Chí Minh, Việt Nam. Đây sẽ là trận đầu tiên trong ba trận chiến mà cả hai sẽ tham gia.
Sau khi đánh bại Maung Jor của Myanmar tại THAI FIGHT: Vòng 2 vào ngày 21 tháng 11 năm 2015, Rumchong chuẩn bị cho một trận tái đấu với Iquezang. Trong trận đấu thứ hai, người Campuchia đã giành được chiến thắng quyết định tại THAI FIGHT Count Down vào ngày 31 tháng 12 năm 2015.
Tiếp theo, Keo Rumchong đối mặt với Sasha Moisa người Ukraine trong trận bán kết Giải đấu Cúp Nhà Vua hạng 70 kg Thai Fight Kard Chuek 2018 tại THAI FIGHT Saraburi vào ngày 24 tháng 11 năm 2018. Là võ sĩ thấp hơn 14 cm, Rumchong đã bị Moisa áp đảo và bị hạ gục hạ gục ba lần trên đường đến loại trực tiếp kỹ thuật ở vòng hai.
Vào ngày 24 tháng 11 năm 2019, Rumchong đối đầu với Omar Samb để tranh đai vô địch MTGP Super Welterweight -75 kg tại Muay Thai Grand Prix 31 Bataclan ở Paris. Anh ta thua bằng loại trực tiếp kỹ thuật ở hiệp thứ tư.
Năm 2023, Keo Rumchong bị loại khỏi đội tuyển quốc gia ở hạng cân 81 kg để nhường chỗ cho Prom Samnang. Anh ấy muốn đại diện cho Campuchia trước khi giải nghệ.

## Thành tích danh hiệu
- Nhà vô địch 67 kg Bayon TV Kun Khmer 2011
- Nhà vô địch 70 kg Bayon TV Kubota Kun Khmer 2014

## Ghi bàn
| 157 thắng, 13 thua, 4 hòa                          |         |                            |                                             |                                 |                      |      |           |
| Ngày                                               | Kết quả | Đối thủ                    | Sự kiện                                     | Địa điểm                        | Phương thức          | Vòng | Thời gian |
| 2020-11-29                                         | Thắng   | Vung Noy                   | Bayon TV Carabao Kun Khmer                  | Phnôm Pênh, Campuchia           | TKO                  | 4    |           |
| 2020-02-21                                         | Thua    | Krongchak                  | Bayon TV Boxing                             | Phnôm Pênh, Campuchia           | Decision             | 5    | 3:00      |
| 2020-02-02                                         | Thắng   | Plerngnom                  | Bayon TV Carabao Kun Khmer                  | Phnôm Pênh, Campuchia           | Decision             | 5    | 3:00      |
| 2019-12-29                                         | Thắng   | Kazuki Yamagiwa            | Bigbang 37: The Road to Unification         | Tokyo, Nhật Bản                 | Decision             | 3    | 3:00      |
| 2019-11-24                                         | Thua    | Omar Samb                  | Muay Thai Grand Prix 31                     | Paris, France                   | TKO                  | 4    |           |
| Danh hiệu MTGP Super Welter - hạng cân 75kg        |         |                            |                                             |                                 |                      |      |           |
| 2019-07-28                                         | Thắng   | Iquezang Kor.Rungthanakeat | Ek Phnom Kun Khmer Arena                    | Battambang, Campuchia           | Decision             | 5    | 3:00      |
| 2019-05-10                                         | Thắng   | Jacksiam                   | Bayon TV Boxing                             | Phnôm Pênh, Campuchia           | KO                   | 3    |           |
| 2018-11-24                                         | Thua    | Sasha Moisa                | THAI FIGHT Saraburi                         | Saraburi, Thailand              | TKO                  | 2    |           |
| 2018-10-14                                         | Thua    | Dabmorn Pumpanmuang        | Bayon TV Carabao Kun Khmer                  | Phnôm Pênh, Campuchia           | KO                   | 4    |           |
| 2018-08-10                                         | Thắng   | Takunsingha                | Bayon TV Boxing                             | Phnôm Pênh, Campuchia           | Decision             | 5    | 3:00      |
| 2018-09-02                                         | Thắng   | Chalermdeth Sor. Tawanrung | Bayon TV Carabao Kun Khmer                  | Phnôm Pênh, Campuchia           | Decision             | 5    | 3:00      |
| 2018-07-07                                         | Thắng   | Taksila                    | Bayon TV Boxing                             | Phnôm Pênh, Campuchia           | TKO                  | 3    |           |
| 2018-04-18                                         | Thắng   | Louksue                    | Bayon TV Carabao Kun Khmer                  | Phnôm Pênh, Campuchia           | KO                   | 2    |           |
| 2018-02-17                                         | Thắng   | Takoolsing Thor Jatuthen   | Bayon TV Boxing                             | Phnôm Pênh, Campuchia           | KO                   | 4    |           |
| 2018-01-21                                         | Thắng   | Petchpirun NK Muaythai     | Bayon TV Boxing                             | Phnôm Pênh, Campuchia           | KO                   | 2    |           |
| 2017-12-22                                         | Thắng   | Tongta Petchinda           | Bayon TV Boxing                             | Phnôm Pênh, Campuchia           | KO                   | 3    |           |
| 2016-11-27                                         | Thắng   | Takunsingha                | Bayon TV Carabao Kun Khmer                  | Phnôm Pênh, Campuchia           | KO                   | 3    |           |
| 2016-10-29                                         | Thua    | Morgan Adrar               | Best of Siam 9                              | Paris, France                   | Decision             | 5    | 3:00      |
| 2016-03-12                                         | Thắng   | Bird Kham                  | Bayon TV Boxing                             | Phnôm Pênh, Campuchia           | Decision             | 5    | 3:00      |
| 2016-02-10                                         | Hòa     | Arbi Emiev                 | Apsara TV Kun Khmer                         | Phnôm Pênh, Campuchia           | Decision             | 5    | 3:00      |
| 2015-12-31                                         | Thắng   | Iquezang Kor.Rungthanakeat | THAI FIGHT Count Down                       | Bangkok, Thailand               | Decision             | 3    | 3:00      |
| 2015-11-21                                         | Thắng   | Maung Jor                  | THAI FIGHT 2015: 2nd Round                  | Nakhon Pathom, Thailand         | Decision             | 3    | 3:00      |
| 2015-10-24                                         | Thua    | Iquezang Kor.Rungthanakeat | THAI FIGHT 2015: 1st Round                  | Thành phố Hồ Chí Minh, Việt Nam | Decision             | 3    | 3:00      |
| 2015-06-21                                         | Thua    | Long Sophy                 | Bayon TV Carabao Kun Khmer                  | Phnôm Pênh, Campuchia           | TKO                  | 4    |           |
| Danh hiệu Bayon TV Carabao Kun Khmer 70kg          |         |                            |                                             |                                 |                      |      |           |
| 2014-06-15                                         | Thắng   | Prom Samnang               | Bayon TV Boxing                             | Phnôm Pênh, Campuchia           | Decision             | 5    | 3:00      |
| Vô địch Bayon TV Kubota Kun Khmer hạng 70kg        |         |                            |                                             |                                 |                      |      |           |
| 2014-02-22                                         | Thua    | Yodsanklai Fairtex         | THAI FIGHT WORLD BATTLE 2014: Klai Kang Won | Hua Hin, Thailand               | KO                   | 2    |           |
| 2013-12-06                                         | Thua    | Vung Noy                   | Bayon TV Boxing                             | Phnôm Pênh, Campuchia           | KO                   | 2    |           |
| 2013-11-20                                         | Thắng   | Ot Phutong                 | Bayon TV Boxing                             | Phnôm Pênh, Campuchia           | KO                   | 4    |           |
| 2013-11-08                                         | Thua    | Vung Noy                   | Bayon TV Boxing                             | Phnôm Pênh, Campuchia           | Decision             | 5    | 3:00      |
| 2013-09-27                                         | Thắng   | Wat Chalek                 | Cambodia Khmer Fighter                      | Phnôm Pênh, Campuchia           | Decision             | 5    | 3:00      |
| 2013-06-28                                         | Thắng   | Luca Novello               | Cambodia Khmer Fighter                      | Phnôm Pênh, Campuchia           | Decision             | 5    | 3:00      |
| 2013-06-07                                         | Thắng   | Chan Rothana               | Bayon TV Boxing                             | Phnôm Pênh, Campuchia           | Decision             | 5    | 3:00      |
| 2013-04-26                                         | Thắng   | Adaylton Freitas           | Cambodia Khmer Fighter                      | Phnôm Pênh, Campuchia           | Decision             | 5    | 3:00      |
| 2013-03-17                                         | Hòa     | Chey Kosal                 | Bayon TV Boxing                             | Phnôm Pênh, Campuchia           | Decision             | 5    | 3:00      |
| 2012-12-09                                         | Thắng   | Victor Nagbe               | Muaythai Warriors in Cambodia               | Phnôm Pênh, Campuchia           | Decision (Unanimous) | 3    | 3:00      |
| 2012-11-23                                         | Thắng   | Teeraphong                 | CTN Boxing                                  | Phnôm Pênh, Campuchia           | Decision             | 5    | 3:00      |
| 2012-03-03                                         | Thắng   | Dino Adad                  | Gala international France vs. Cambodge      | Paris, France                   | TKO                  | 2    |           |
| 2012-01-15                                         | Thắng   | Anvar Boynazarov           | Khmer Fight                                 | Phnôm Pênh, Campuchia           | TKO (Injury)         | 1    |           |
| 2011-11-24                                         | Thắng   | Long Sovandoeun            | Bayon TV Boxing                             | Phnôm Pênh, Campuchia           | Decision             | 5    | 3:00      |
| Vô địch Bayon TV Kun Khmer hạng cân 67kg           |         |                            |                                             |                                 |                      |      |           |
| 2011-11-04                                         | Thua    | Long Sovandoeun            | Bayon TV Boxing                             | Phnôm Pênh, Campuchia           | Decision             | 5    | 3:00      |
| Danh hiệu Bayon TV Kun Khmer hạng cân 67kg         |         |                            |                                             |                                 |                      |      |           |
| 2011-10-14                                         | Thua    | Long Sovandoeun            | Bayon TV Boxing                             | Phnôm Pênh, Campuchia           | Decision             | 5    | 3:00      |
| 2011-08-18                                         | Thắng   | Chan Rothana               | Bayon TV Boxing                             | Phnôm Pênh, Campuchia           | Decision             | 5    | 3:00      |
| 2011-01-09                                         | Hòa     | Long Sophy                 | Bayon TV Boxing                             | Phnôm Pênh, Campuchia           | Decision             | 5    | 3:00      |
| Chú thích: Thắng Thua Hòa/Không có kết quả Ghi chú |         |                            |                                             |                                 |                      |      |           |